# Jungle Fight 85
Jungle Fight 85 foi um evento de artes marciais mistas promovido pelo Jungle Fight, que ocorreu em 23 de janeiro de 2016, em São Paulo, São Paulo. 
A edição 85 foi eletrizante e animou o público presente no ginásio do São Paulo Futebol Clube. Na luta principal, Amanda Lemos manteve o cinturão peso galo feminino após empatar com Mayra Cantuária em um duelo eletrizante. Na segunda luta mais importante da noite, Rander Júnio aproveitou a oportunidade de substituir o lesionado campeão Eric Parrudo e conquistou o cinturão interino dos leves (até 70kg) derrotando Michel Sassarito, que enfrentaria Parrudo..

## Ligações Externas
1. ↑  Foi declarado empate majoritário, e neste caso a campeã mantém o título.
2. ↑  Cinturão interino até 70 kg.
3. ↑  Simone foi punida com dedução de três pontos por não ter batido seu peso.
4. ↑  29-25, 30-24, 30-24 
 Geovane foi Punido com dedução de três pontos por não ter batido seu peso.